# Walther Arens
Walther Arens (* 27. August 1877 in Kattowitz; † 12. Oktober 1938) war ein deutscher Oberstleutnant und Träger des Pour le Mérite.

## Leben
Walther Arens war ein Sohn eines Gymnasialprofessors und trat 1893 in das 4. Oberschlesisches Infanterie-Regiment Nr. 63 ein. 1895 zum Leutnant befördert, 1899 Regimentsadjutant. Es folgte 1904 seine Kommandierung an die Kriegsakademie. 1908, ab 1905 Oberleutnant, folgte seine Versetzung zum Großen Generalstab, wo er am 22. März 1910 zum Hauptmann befördert wurde. Von hier wurde er 1912 in den Generalstab des VII. Armee-Korps (Münster) geschickt und wurde 1913 Kompaniechef im 7. Westpreußisches Infanterie-Regiment Nr. 155.
Mit der Mobilmachung im Oktober 1914 wurde er Generalstabsoffizier bei der 7. Reserve-Division. Mit der Division kämpfte er innerhalb des IV. Reserve-Korps u. a. Ende August 1914 in der Schlacht bei Mons und vor Paris.
Am 10. Mai 1916 wurde er Erster Generalstabsoffizier des VII. Armee-Korps. In dieser Position erhielt er am 23. März 1917 das Ritterkreuz des Hausordens von Hohenzollern mit Schwertern verliehen. Am 17. April 1917 wurde er als Nachfolger von Richard von Pawelsz Chef des Generalstabs des VII. Armee-Korps. Mitte April 1918 übergab der das Kommando an Heinrich von dem Hagen. Anschließend war er als Nachfolger von Heinrich von dem Hagen bis Juli 1918 Chef des Generalstabs des IV. Armee-Korps. Als durch englische Angriffe Ende August 1918 die Stellungen des XVI. Armee-Korps in Gefahr gerieten, wurde Arens als Chef des Generalstabes zu diesem Korps geschickt. Später wurde er Chef des Generalstabs des XIV. Reserve-Korps. Nach dem Waffenstillstand kam er mit dem Korps nach Deutschland zurück. Anfang Januar 1919 kam er zum Infanterie-Regiment 155 zurück. Ende Januar 1920 wurde sein Abschied bewilligt und er mit dem Charakter als Oberstleutnant aus der Armee verabschiedet.
Am 25. Oktober 1918 wurde er als Major und Chef des Generalstabs des XIV. Reserve-Korps mit dem Pour le Mérite ausgezeichnet.

## Werk
- Das Königlich Preussische 7. Westpreuss. Infanterie-Regiment Nr. 155. Bernard&Graefe, 1931.